# Marcin Zbieć
Marcin Zbieć – polski leśnik, doktor habilitowany nauk rolniczych, adiunkt w Szkole Głównej Gospodarstwa Wiejskiego w Warszawie, specjalista od drzewnictwa oraz mechanicznej technologii drewna.

## Kariera naukowa
W 1996 roku na Wydziale Technologii Drewna Szkoły Głównej Gospodarstwa Wiejskiego w Warszawie uzyskał tytuł magistra na kierunku „technologia drewna”. W 1997 roku został zatrudniony na tejże uczelni, a w 2004 roku na tym samym wydziale uzyskał stopień doktora nauk rolniczych w zakresie drzewnictwa na podstawie rozprawy pt. Diagnozowanie stopnia stępienia narzędzia przy frezowaniu tworzyw drzewnych, której promotorem był Wojciech Sokołowski. W 2014 roku ten sam wydział nadał mu stopień doktora habilitowanego nauk rolniczych w dyscyplinie drzewnictwa na podstawie pracy pt. Ceramic composite tools for milling of particleboard.